# Płocochowo (gromada)
Płocochowo – dawna gromada, czyli najmniejsza jednostka podziału terytorialnego Polskiej Rzeczypospolitej Ludowej w latach 1954–1972.
Gromady, z gromadzkimi radami narodowymi (GRN) jako organami władzy najniższego stopnia na wsi, funkcjonowały od reformy reorganizującej administrację wiejską przeprowadzonej jesienią 1954 do momentu ich zniesienia z dniem 1 stycznia 1973, tym samym wypierając organizację gminną w latach 1954–1972.
Gromadę Płocochowo z siedzibą GRN w Płocochowie utworzono – jako jedną z 8759 gromad na obszarze Polski – w powiecie pułtuskim w woj. warszawskim, na mocy uchwały nr VI/10/17/54 WRN w Warszawie z dnia 5 października 1954. W skład jednostki weszły obszary dotychczasowych gromad Jeżewo(), Kacice, Lipniki Nowe, Lipniki Stare i Płocochowo ze zniesionej gminy Kleszewo, obszar dotychczasowej gromady Kokoszka ze zniesionej gminy Gzowo oraz obszary dotychczasowych gromad Bulkowo-Nowe, Bulkowo-Stare i Łachoń ze zniesionej gminy Winnica w tymże powiecie. Dla gromady ustalono 17 członków gromadzkiej rady narodowej.
1 stycznia 1959 z gromady Płocochowo wyłączono wieś Bulkowo Stare, włączając ją do gromady Winnica w tymże powiecie.
Gromadę zniesiono 31 grudnia 1959 1 stycznia 1960 z gromady Płocochowo wyłączono wsie Bulkowo Nowe i Łachoń, włączając je do gromady Winnica w tymże powiecie, po czym gromadę Płocochowo zniesiono a jej (pozostały) obszar włączono do nowo utworzonej gromady Kleszewo gromady Pułtusk w tymże powiecie (wykreślone zmiany retroaktywnie uchylone uchwałami z 25 lutego 1960).